# One Little Indian (filme)
One Little Indian (br.: O pequeno índio) é um filme de faroeste estadunidense de 1973, dirigido por  Bernard McEveety para a Walt Disney Productions. Jodie Foster, com 11 anos de idade, aparece em um pequeno papel. Apesar da história se passar no Novo México, as filmagens foram em Utah. O filme arrecadou 2 milhões de dólares na América do Norte e pode ser considerado "revisionista" ao ter como "herói" um soldado da Cavalaria "desertor" (interpretado por James Garner).

## Elenco
- James Garner...Cabo Clint Keyes
- Vera Miles...Doris McIver
- Pat Hingle...Capitão Stewart
- Morgan Woodward...Sgt. Raines
- John Doucette...Sgt. Waller
- Clay O'Brien...Mark
- Robert Pine...Tenente Cummins
- Bruce Glover...Schrader
- Ken Swofford...Soldado Dixon
- Jay Silverheels...Jimmy Lobo
- Andrew Prine...Capelão John Kaplan
- Jodie Foster...Martha McIver
- Walter Brooke...médico
- Rudy Diaz...Apache
- John C. Flinn III...vaqueiro (creditado como John Flinn)

## Sinopse
O cabo da Cavalaria Keyes se revolta após um massacre de índios e resolve desertar. É capturado e levado ao Forte Dorado, no Novo México, para ser enforcado. Para o Forte foram trazidos também um pequeno grupo de Cheyennes, considerados "hostis" pelos soldados. Um pequeno índio tenta fugir mas é impedido e descobre-se que ele na verdade é branco. O Capelão Kaplan se oferece para cuidar do menino, enquanto os demais são levados para a Reserva. O menino passa a ser chamado de Mark mas não se conforma de ficar longe da mãe adotiva. Ele recebe ajuda de um Apache e escapa pelo deserto, quando então encontra Keyes, que fugira novamente cavalgando um camelo que trazia um filhote, e os dois se tornam companheiros enquanto soldados permanecem em seu encalço ajudados por um guia índio.